# Makramé
A makramé csomózással készült textildíszítés szőtteseken. A francia macramé szó kiejtés szerinti átvétele (arab nyelven mikramah: hímzett fátyol). Önálló munkadarabként készítve a fonalakat kifeszített zsinórra kötik.

## A makramé története
Makramé jellegű díszítéseket (frufruszerű fonatok) láthatunk babilóniai és asszír véseteken és szobrokon. A ruházatukat díszítették vele.
Történészek szerint arab takácsok alkalmazták először a technikát a 13. században. A csomókat a szövés befejezéseként használták pl. törölközőknél, fátylaknál, sálaknál. Az arabok ezt a díszítést a migramah (مِقْرَمة) névvel illették. Spanyolországba a mórokkal került és innen terjedt el Európában. A macramia (مكرمية) arab-andalúz elnevezés, ami jelenthet csíkos sálat, díszítő frufrut vagy hímzett fátylat. Egy másik elgondolás szerint ez az arab szó átvétele a török nyelven keresztül, ahol is a török változat makrama, A díszítő frufru segített a legyeket távol tartani a tevéktől és a lovaktól Észak-Afrikában. 
Spanyolország után elterjedt Itáliában, különösen Liguriában, majd ismert lett egész Európában. A 14. és a 15. században a makramé rendkívül népszerű volt Franciaországban és Olaszországban. Oltárdíszeknél alkalmazták. Művészetként a 17. század végén Angliában találkozhatunk vele először II. Mária uralkodása alatt. A királynő megtanította a technikát udvarhölgyeinek is. A 19. században már mindenféle tárgy díszítésére használták a csomózást. A viktoriánus korszakban volt a legnépszerűbb. A Sylvia's Book of Macramé Lace (1882) népszerű könyv megmutatta, hogy lehet díszes sujtásokat létrehozni fekete és színes ruhákra, otthonra, kerti partikhoz, tengerparti kirándulásokhoz és bálokra — tündérszerű díszítések a háztartások és alsóneműk számára.
Elterjedése világszerte a tengerészek, felfedezők közbenjárásával történt, akik elvitték Kelet-Ázsiába és Amerikába. A hosszú utazások során a matrózok sokszor kötöttek különféle csomókat a hajókötelekre, így váltak a csomózás szakértőivé. A brit és amerikai tengerészek függőágyakat, harangrojtokat és öveket készítettek. A csomózással készített tárgyakat eladták a helyieknek, így terjedt el a csomózás művészete a világban.
A makramé az Amerikai Egyesült Államokban az 1960-as és 1970-es években népszerűvé vált. Az új generáció képviselői új életet leheltek a csomózás művészetébe. Ma a legkülönbözőbb tárgyak készülnek makramé technikával, beleértve a pénztárcák, falikárpitok, ékszerek, ruházat, növény akasztók, abroszok és így tovább. Divattá vált makramé ékszerek viselése, melyek gyakran tartalmaztak üveggyöngyöket, csontokat, héjakat. Az 1980-as években ismét veszett népszerűségéből, de a 2000 környékén született nemzedék újra felfedezte.
A makramé sokat változott az idők során. Bár a vezérmotívuma még mindig ugyanaz, a mai tervezők sokféle anyaghoz használhatják, és kreativitásuknak köszönhetően egyre újabb területen találkozunk makramé tárgyakkal.

## Makramé alapcsomók
A makramé csomózási technikával viszonylag olcsón és könnyen készíthetünk karkötőket, ékszereket. A következőkben az alapcsomókat ismertetjük, amik elsajátítása nem nehéz.

### Szükséges anyagok, eszközök
Makramézáshoz elsősorban olyan fonalak, zsinórok ajánlottak, melyek elég erősek, nem bolyhosak, s a szálak könnyen csúsznak egymáson. Ilyenek a pamutfonalak, hímzőfonalak, viaszolt szálak, de szép dolgokat lehet készíteni kenderzsinórból, selyemszálból, bőrből is. Az ékszerek gyakran tartalmaznak más anyagokat is, mint üveg, fa, héjak, függők és így tovább.
A nagyobb darabok, mint például függönyök vagy fali díszek gyakran fém vagy fa tartóval kezdődnek. Kisebb munkadarabokhoz kaphatók rajzszegtáblák, speciálisan makramé céljára. habár egy sima parafa tábla is megteszi. Több kézimunkabolt árul kezdőkészleteket, munkatáblákat, üveggyöngyöket, különböző anyagokat a hobbisták és az ambiciózus művészek számára.

### Elkészítése

#### 1. A szálak felhurkolása
A szálak felhurkolásával kezdődik a munka, ha például kapoccsal szeretnénk zárni a karkötőnket, vagy épp medált készítünk nyakláncra. A hurkolást kezdhetjük elölről vagy hátulról is: a fonalat félbehajtjuk, s a hurkot átvetjük az alapon, majd a hurkon mindkét szálat átvezetjük, és szorosra húzzuk. Általános szabály, hogy a készítendő munka hosszának kb. a négyszerese legyen a félbehajtott és felhurkolt kettős szál hossza.

#### 2. Spirálcsomó
A spirálcsomó leggyakrabban 4 szállal készül. Miután felhurkoltuk a fonalakat, a két szélső szállal csomózunk, a két középső szál a helyén marad. A bal főszálat átvezetjük a mellékszálak előtt és a jobb főszál mögött. A jobb főszálat átvezetjük a mellékszálak mögött és a bal főszál előtt. A két főszál helyet cserélt. Ismét a bal oldali főszálat vezetjük át a mellékszálak előtt és a jobb főszál mögött. A jobb oldali főszálat a mellékszálak mögött és a bal oldali főszál előtt vezetjük, majd szorosra húzzuk. Ha ezt ismételjük, a csomózásunk spirálban csavarodik.

#### 3. Laposcsomó
A laposcsomó a spirálcsomóhoz hasonlóan készül, de nem tekeredik. A bal főszálat átvezetjük a mellékszálak előtt és a jobb főszál mögött. A jobb főszálat pedig átvezetjük a mellékszálak mögött és a bal főszál előtt. A két főszál helyet cserélt.  Most a jobb oldali főszálat vezetjük át a mellékszálak előtt és a bal oldali főszál mögött. A bal oldali főszálat pedig a mellékszálak mögött és a jobb főszál előtt vezetjük, majd szorosra húzzuk. Az eddigi lépéseket ismételve a csomózásunk nem fog csavarodni.

#### 4. Sorcsomó
A sorcsomó nagyszerűen kihasználható csomófajta, sokféle mintát, alakzatot csomózhatunk vele. 
Két irányból készíthetjük:

##### Balról jobbra kötött sorcsomó
A vezetőszálat a többi szál előtt vezetjük, erre kötjük a csomókat. Balról jobbra haladva a vezetőszálat a jobb kezünkben tartjuk, s a bal kezünkkel csomózunk. Az első szállal a vezetőszálon alulról fölfelé hurkot képzünk, majd alatta átbújtatjuk. Ugyanezzel a szállal ismét képzünk egy hurkot a vezetőszál köré. A szálat szorosan meghúzva kész az első sorcsomónk. A többi szállal is elkészítjük a sorcsomót.

##### Jobbról balra kötött sorcsomó
A vezetőszálat a többi szál előtt vezetjük, erre kötjük a csomókat. Jobbról balra haladva a vezetőszálat a bal kezünkben tartjuk, s a jobb kezünkkel csomózunk. Az első szállal a vezetőszálon alulról fölfelé hurkot képzünk, majd alatta átbújtatjuk. Ugyanezzel a szállal ismét képzünk egy hurkot a vezetőszál köré. A szálat szorosan meghúzva kész az első sorcsomónk. A többi szállal is elkészítjük a sorcsomót.

## Galéria

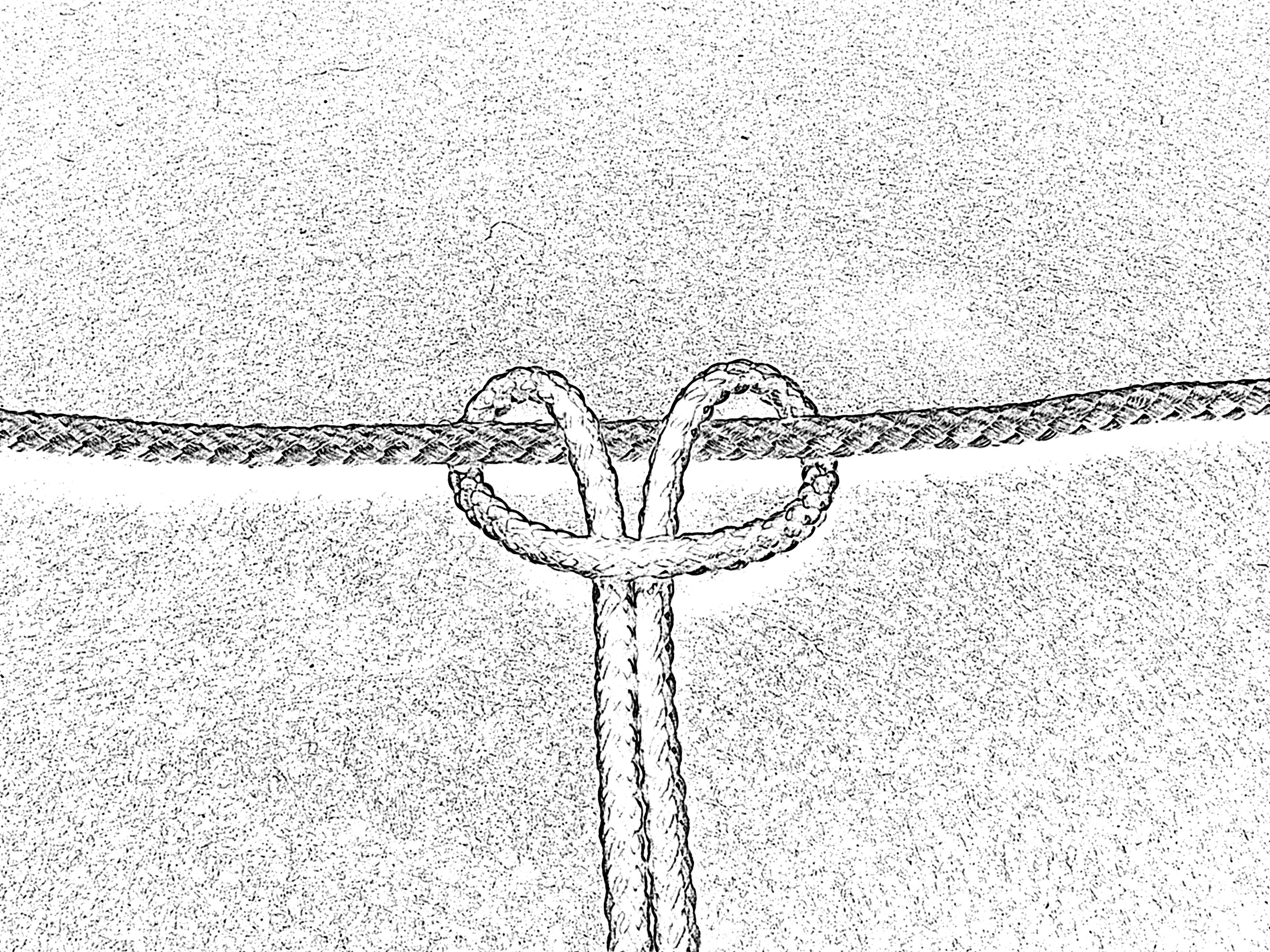
Kezdés
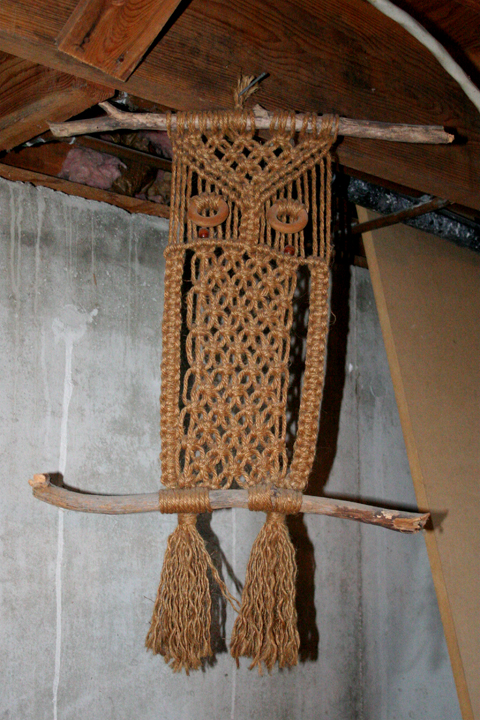
Alapcsomók kombinálásával készült makramé kép
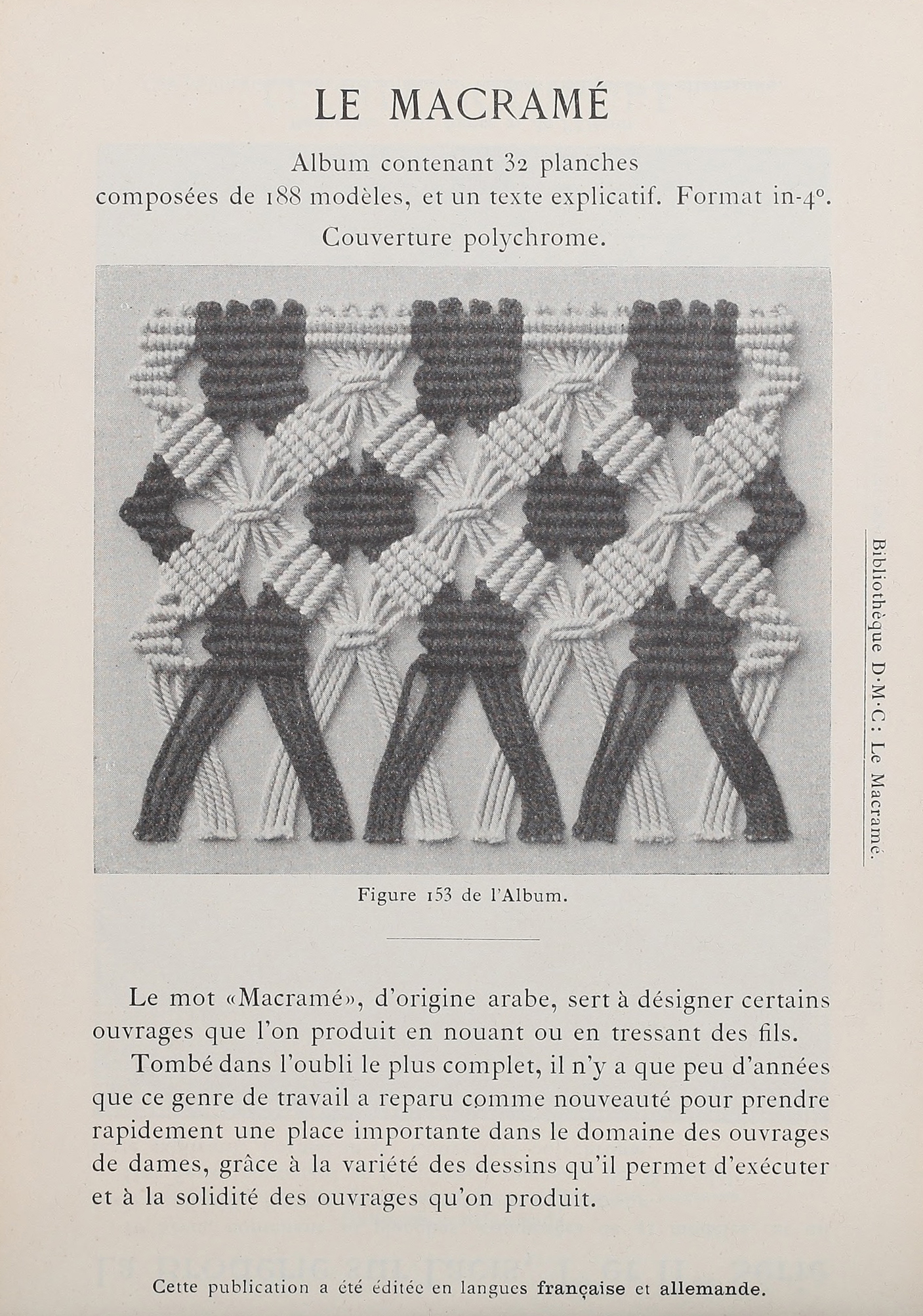
Régi borítólap
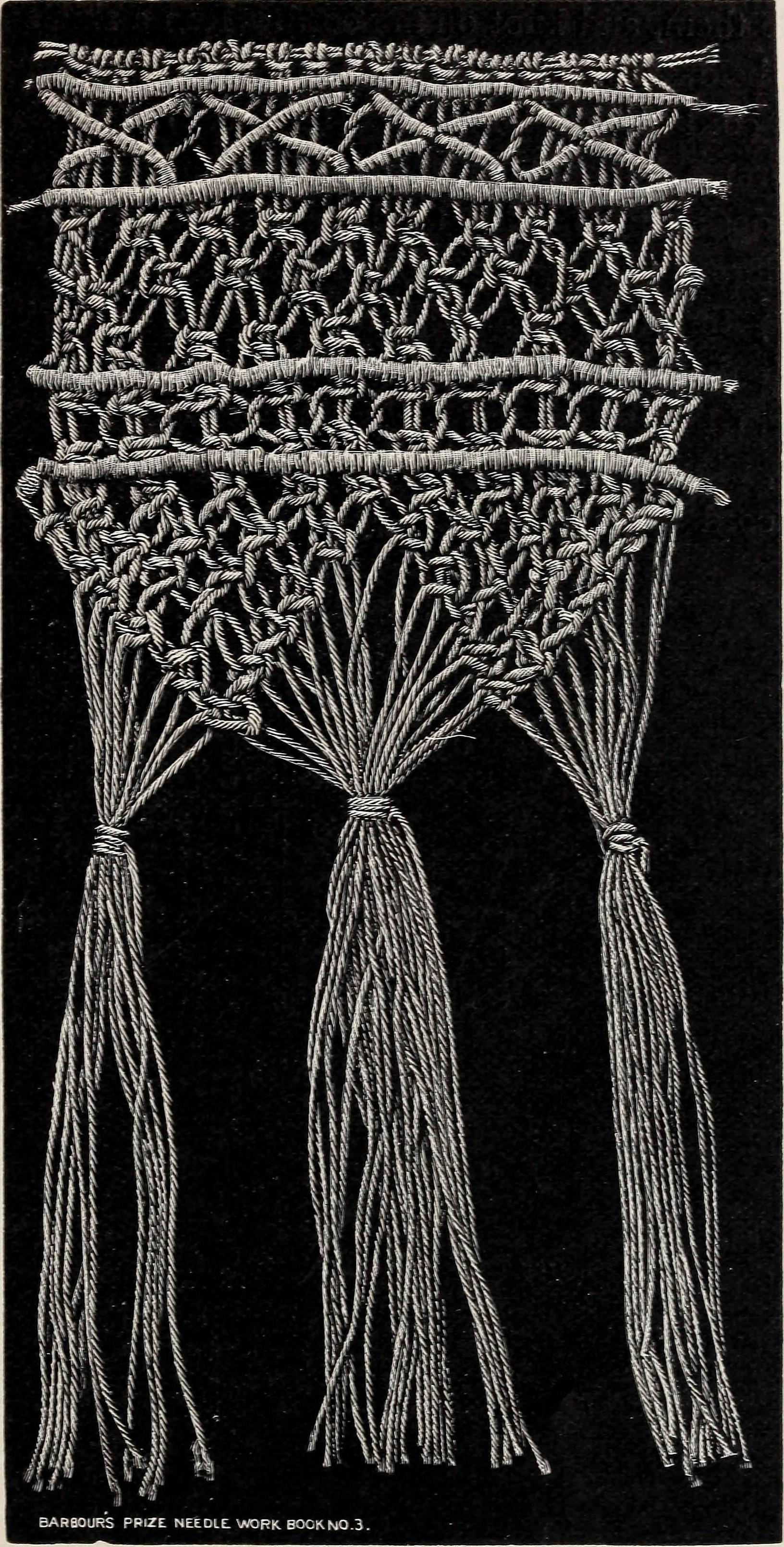
1892 makramé
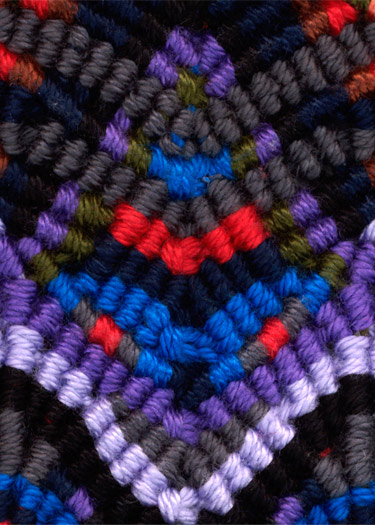
Makramé

## Fordítás
Ez a szócikk részben vagy egészben  a   Macramé című angol Wikipédia-szócikk fordításán alapul.  Az eredeti cikk szerkesztőit annak laptörténete sorolja fel. Ez a jelzés csupán a megfogalmazás eredetét és a szerzői jogokat jelzi, nem szolgál a cikkben szereplő információk forrásmegjelöléseként.